# Bakony Volán
Bakony Volán ([ˈbɒkoɲ ˈvolaːn]) est une compagnie de bus d'État desservant Pápa et le comitat de Veszprém. En janvier 2015, elle a fusionné ainsi que d'autres compagnies dans le ÉNYKK.